# Adam Augustyn Wessel
Adam Augustyn (Augustyn Adam) Wessel herbu Rogala (ur. 27 marca 1678 w Czerwińsku – zm. 2 lutego 1735 roku w Częstochowie) – duchowny katolicki. Członek zakonu cystersów, opat klasztoru jędrzejowskiego.

## Życiorys
W 1696 roku został studentem seminarium internum księży misjonarzy w Warszawie. Święcenia kapłańskie 15 sierpnia 1706.
W latach 1724–1733 biskup inflancko-piltyński a od 11 maja 1733 biskup kamieniecki. Publikował dzieła o tematyce ascetycznej.